# Westfriedhof (Munique)

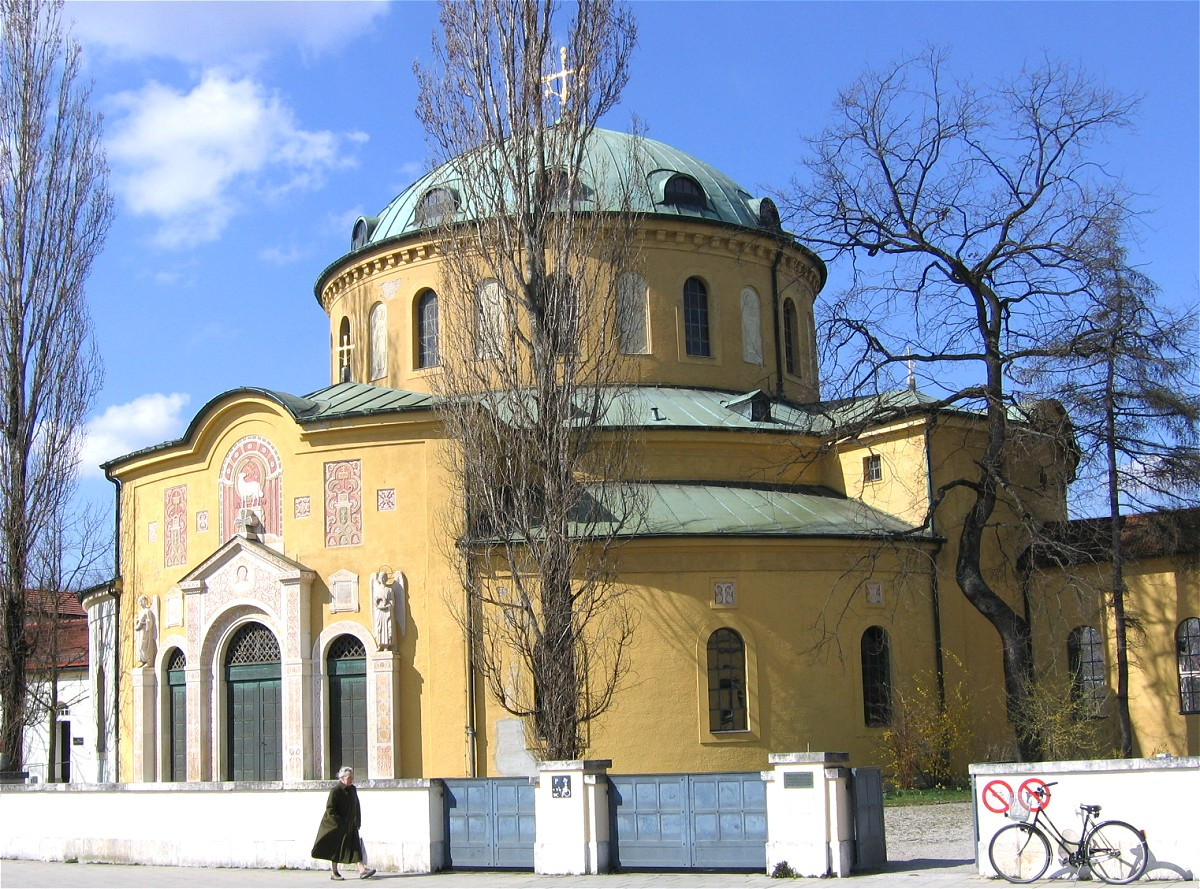
Westfriedhof, vista oeste

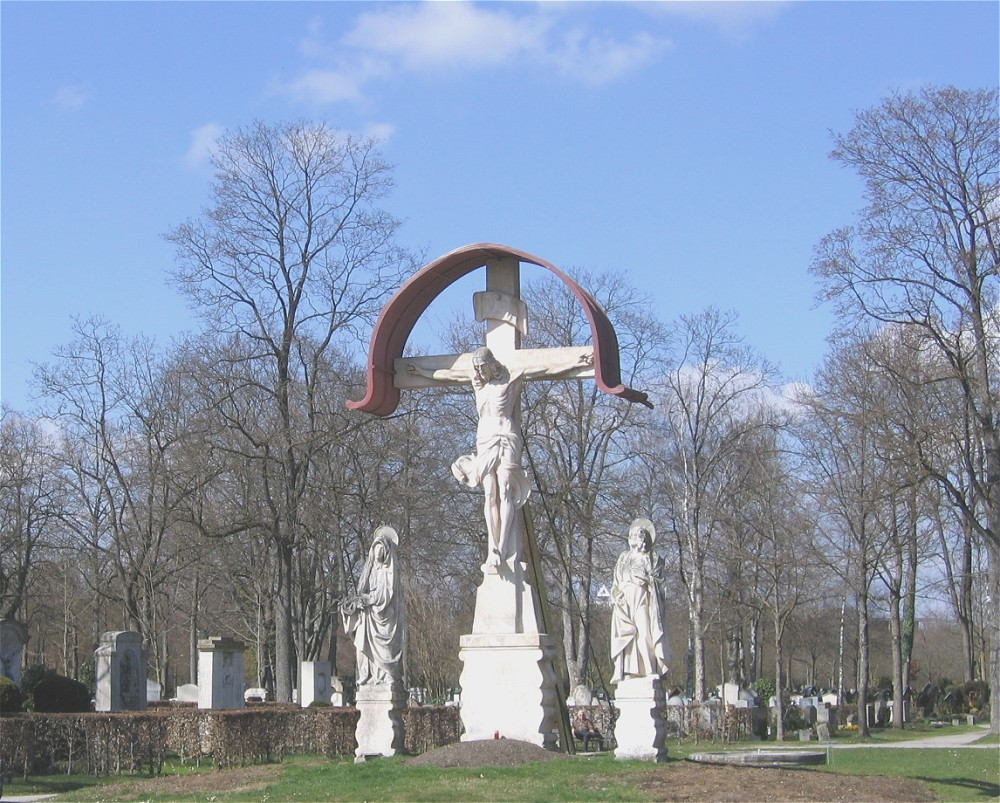
Crucificação, por Thomas Buscher

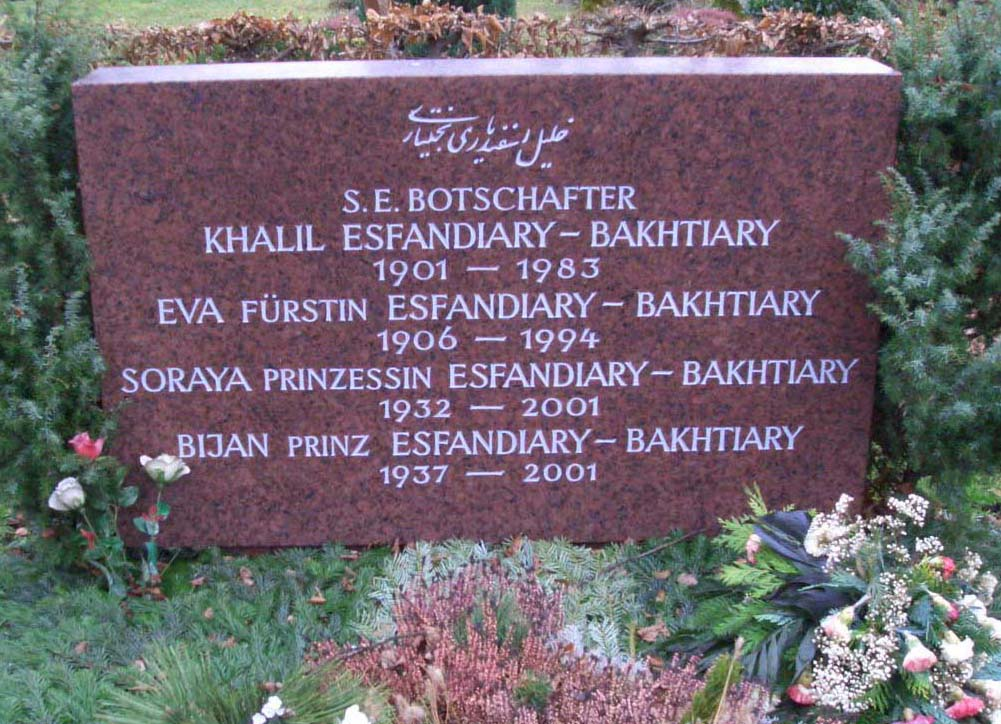
Sepultura da família Soraya Esfandiary-Bakhtiari

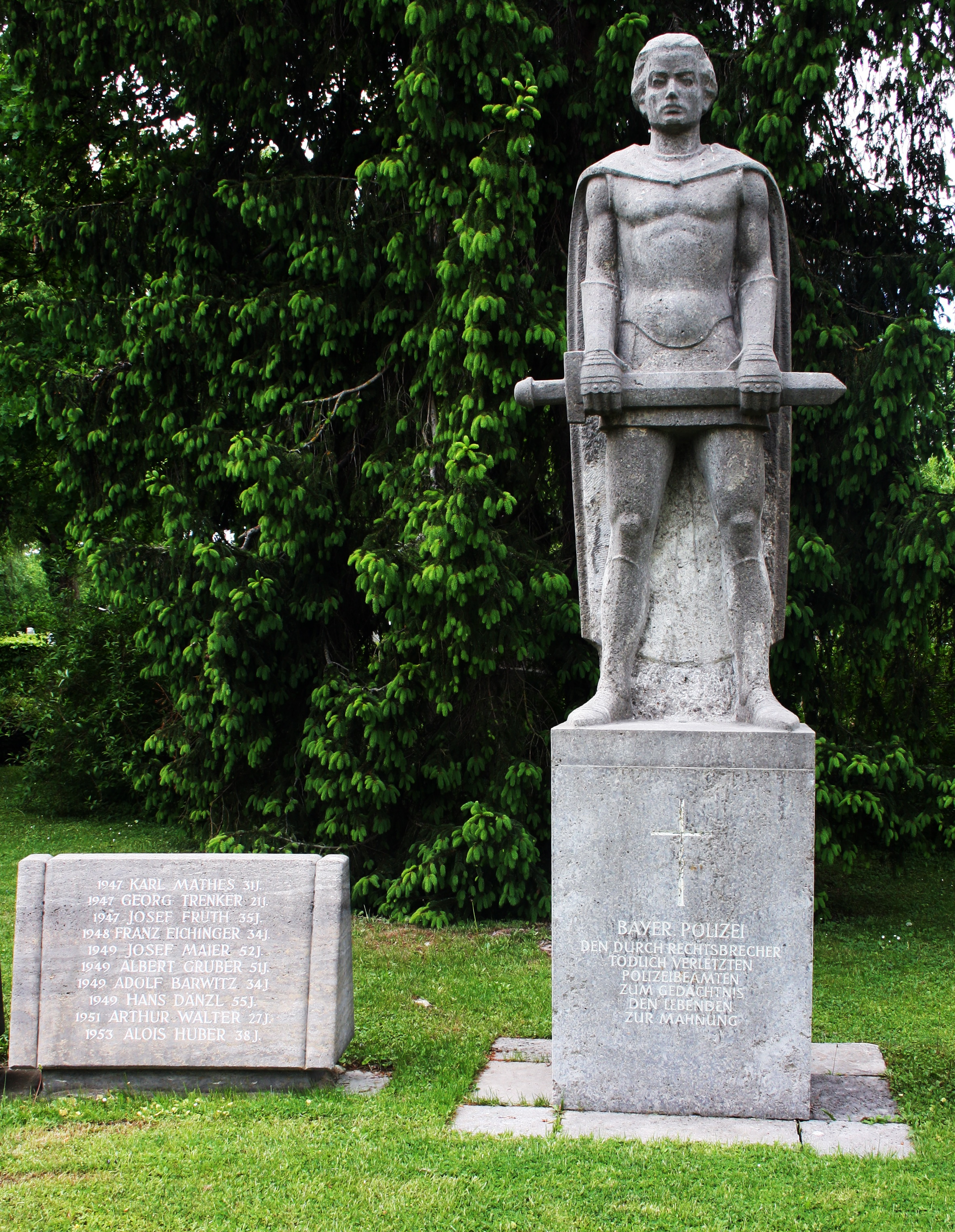
Monumento para a Polícia da Baviera

O Münchner Westfriedhof é um cemitério localizado no sul de Moosach, Munique.

## Sepulturas notáveis
- „Alexandra“ (Doris Nefedov), (1942–1969), cantora, (Zigeunerjunge)
- Hans Baur, (1897–1993), piloto de Adolf Hitler
- Bernhard Borst (1883–1963), fundador da Borstei
- Karl Borutta (1935–2002), jogador de futebol
- Jakob Bradl (1864–1919), escultor
- Tilli Breidenbach (1910–1994), ator (Lindenstraße)
- Walter Büngeler (1900–1987), patologista
- Michl Ehbauer (1899–1964), escritor, humorista
- Peter Fröhlich (1938–2016), ator
- Maxl Graf (1933–1996), ator
- Gebhard Greiling (1910–2008), médico militar
- Adolf Hartmann (1900–1972), pintor
- Hugo Hartung, (1902–1972), escritor (Ich denke oft an Piroschka)
- Ursula Herking (1912–1974), atriz e cabaretista
- Toni Hiebeler (1930–1984), primeiro a escalar a parede noroeste do Monte Civetta em 1963 e publicador de diversos livros sobre os Alpes
- Michael Hinz (1939–2008), ator de teatro e cinema
- Markus Koch (1879–1948), compositor
- Robert Lembke (1913–1989), jornalista
- Franz von Lenbach (1836–1904), Malerfürst
- Rudolf Maison (1854–1904), escultor
- Karl Meitinger (1882–1970), arquiteto
- Edmund Nick (1891–1974), compositor
- Alexander Pfänder (1870–1941), filósofo
- Timofei Wassiljewitsch Prochorow (1894–2004), Väterchen Timofei, Erbauer der Ost-West-Friedenskirche auf dem späteren Olympia-Gelände (196-45)
- Ernst Röhm (1887–1934), Stabschef da Sturmabteilung (SA), em uma pequena sepultura familiar
- Günther J. Schmidt (1918–2009), empresário, proprietário da Togal-Werk[1]
- Hans Schuberth (1897–1976), Ministro Federal dos Correios e Comunicações
- Hanns Seidel (1901–1961), Ministro Presidente Baviera
- Soraya Esfandiary Bakhtiary (1932–2001), rainha iraniana e atriz (Grabstätte 143-A-17)[2]
- Eberhard Stanjek (1934–2001), repórter esportivo
- Günther Storck (1938–1993), religioso
- Wolfgang Unzicker (1925–2006), grão-mestre do xadrez
- Max Valier (1895–1930), construtor de foguetes
- Otto Voisard (1927–1992), Diretor executivo da MAN, diretor geral da Steyr Daimler Puch
- Karl Schmitt-Walter (1900–1985), cantor de ópera
- Paul Weber (1823–1916), pintor[3]
- Josef Zott (1901–1945), führendes Mitglied der monarchistischen Harnier-Widerstandgruppe zur NS-Zeit, Urnengrab